# 1952년 미국 야구 명예의 전당 투표
다음은 1952년에 있었던 미국 야구 명예의 전당의 헌액자를 선정하기 위한 투표의 결과이다.

## 미국야구기자협회 투표
총 234장의 투표 용지가 집계되었으며, 75명의 후보에게 2,186표가 던져졌다. 이는 각 투표지마다 평균 9.34표가 던져졌음을 의미한다. 명예의 전당에 헌액되기 위해서는 176표 이상의 득표가 필요했다.
|  | 이 해의 투표에서 과반의 득표수를 얻어, 명예의 전당에 헌액된 사람                  |
|  | 이 해의 투표에서 득표수가 미달되었으나, 이후의 투표에서 명예의 전당에 헌액된 사람 |

| 이름              | 득표수 | %    |
| ----------------- | ------ | ---- |
| 해리 헤일먼       | 203    | 86.8 |
| 폴 워너           | 195    | 83.3 |
| 빌 테리           | 155    | 66.2 |
| 디지 딘           | 152    | 65.0 |
| 앨 시먼스         | 141    | 60.3 |
| 빌 디키           | 139    | 59.4 |
| 래빗 매런빌       | 133    | 56.8 |
| 대지 밴스         | 105    | 44.9 |
| 테드 라이언스     | 101    | 43.2 |
| 개비 하트넷       | 77     | 32.9 |
| 행크 그린버그     | 75     | 32.1 |
| 치프 벤더         | 70     | 29.9 |
| 조 크로닌         | 48     | 20.5 |
| 레이 샬크         | 44     | 18.8 |
| 맥스 캐리         | 36     | 15.4 |
| 행크 고디         | 34     | 14.5 |
| 로스 영스         | 34     | 14.5 |
| 페퍼 마틴         | 31     | 13.2 |
| 잭 위트           | 30     | 12.8 |
| 레프티 고메즈     | 29     | 12.4 |
| 토니 라제리       | 29     | 12.4 |
| 케이시 스텡걸     | 27     | 11.5 |
| 에드 라우시       | 24     | 10.3 |
| 해크 윌슨         | 21     | 9.0  |
| 척 클라인         | 19     | 8.1  |
| 레프티 오둘       | 19     | 8.1  |
| 버키 해리스       | 12     | 5.1  |
| 웨이트 호이트     | 12     | 5.1  |
| 데이브 밴크로프트 | 11     | 4.7  |
| 더피 루이스       | 11     | 4.7  |
| 카이카이 카일러   | 10     | 4.3  |
| 멜 하더           | 10     | 4.3  |
| 스티브 오닐       | 10     | 4.3  |
| 레드 러핑         | 10     | 4.3  |
| 베이브 아담스     | 9      | 3.8  |
| 레드 페이버       | 9      | 3.8  |
| 벌리 그라임스     | 9      | 3.8  |
| 디키 커           | 9      | 3.8  |
| 루브 마쿼드       | 9      | 3.8  |
| 짐 보텀리         | 7      | 3.0  |
| 지미 윌슨         | 7      | 3.0  |
| 찰리 그림         | 6      | 2.6  |
| 지미 다이크       | 5      | 2.1  |
| 토미 헨리히       | 4      | 1.7  |
| 레드 롤프         | 4      | 1.7  |
| 에버렛 스콧       | 4      | 1.7  |
| 사이 윌리암스     | 4      | 1.7  |
| 베이브 허먼       | 3      | 1.3  |
| 아트 네프         | 3      | 1.3  |
| 에파 릭시         | 3      | 1.3  |
| 버키 월터스       | 3      | 1.3  |
| 얼 에이버릴       | 2      | 0.9  |
| 윌버 쿠퍼         | 2      | 0.9  |
| 알 로페즈         | 2      | 0.9  |
| 돌프 루케         | 2      | 0.9  |
| 로저 페킨파우프   | 2      | 0.9  |
| 에디 롬멜         | 2      | 0.9  |
| 로이드 워너       | 2      | 0.9  |
| 벤 채프먼         | 1      | 0.4  |
| 얼 콤스           | 1      | 0.4  |
| 프랭키 크로세티   | 1      | 0.4  |
| 리오 더로셔       | 1      | 0.4  |
| 하워드 엠키       | 1      | 0.4  |
| 마이크 곤잘레스   | 1      | 0.4  |
| 칙 하페이         | 1      | 0.4  |
| 트래비스 잭슨     | 1      | 0.4  |
| 밥 뮤젤           | 1      | 0.4  |
| 클라이드 밀란     | 1      | 0.4  |
| 허브 프루트       | 1      | 0.4  |
| 샘 라이스         | 1      | 0.4  |
| 머디 루얼         | 1      | 0.4  |
| 조지 셀커크       | 1      | 0.4  |
| 빌리 사우스워스   | 1      | 0.4  |
| 빌리 워버         | 1      | 0.4  |
| 글렌 라이트       | 1      | 0.4  |